# Jack Sanford
John Stanley Sanford (Wellesley, Massachusetts, 18 de mayo de 1929-Beckley, Virginia Occidental, 7 de marzo de 2000), más conocido como Jack Sanford, fue un jugador profesional estadounidense de béisbol que se desempeñó en la posición de lanzador en las Grandes Ligas de Béisbol (MLB). Logró obtener el premio Novato del Año.

## Carrera
Sanford jugó como profesional tres temporadas en Philadelphia Phillies (1956-1958), después pasó a San Francisco Giants (1959-1965), luego a California Angels (1965-1967), posteriormente a Kansas City Athletics, donde jugó una temporada (1967), y fue el equipo en el que se retiró.

## Premios
En 1957, fue galardonado con el premio Novato del Año.